# Ardisia mezii
Ardisia mezii är en viveväxtart som beskrevs av Adolph Daniel Edward Elmer. Ardisia mezii ingår i släktet Ardisia och familjen viveväxter. Inga underarter finns listade i Catalogue of Life.